# Љубав, навика, паника (1. сезона)
Прва сезона ТВ серије Љубав, навика, паника премијерно је емитована од 6. фебруара до 5. јуна 2005. године и броји 18 епизода.

## Улоге

### Главне
- Сека Саблић као Вера Милићевић
- Никола Симић као Михајло „Мића” Милићевић
- Зијах Соколовић као господин Јовановић
- Марија Каран као Маја Милићевић
- Мирка Васиљевић као Јања Милићевић

### Епизодне
- Горица Поповић као разредна Алимпијевић
- Јелица Сретеновић као Јулијана
- Нада Мацанковић као Маца
- Љиљана Стјепановић као Кића
- Нела Михаиловић као муштерија
- Марко Николић као Ђоле
- Весна Тривалић као Смиљка

### Гостујуће
- Бошко Јаковљевић као Дарко
- Душан Почек као Хаџи Катић
- Бранка Веселиновић као Грдана
- Огњен Амиџић као полицајац
- Сања Лозановић као Јањина глумица
- Милица Станишић као Јањина глумица
- Живојин Марковић као Јањин глумац
- Радован Вујовић као силеџија
- Татјана Војтеховски као водитељка
- Душан Радовић као продавац Панта
- Радивоје Буквић као Милован
- Растко Јанковић као Јовановићев син
- Никола Ракочевић као Алекса
- Владимир Бобетић као ТВ водитељ
- Борис Комненић као Бане

## Епизоде
| Бр. еп. (укупно) | Бр. еп. (у сезони) | Наслов                                | Редитељ          | Сценариста       | Премијера         |
| --- | ------------------ | ------------------------------------- | ---------------- | ---------------- | ----------------- |
| 1 | 1                  | Мића и Вера се разводе                | Слободан Шуљагић | Небојша Ромчевић | 6. фебруар 2005.  |
| Вера и Мића одлучују да се разведу и покушавају да нађу начин да то кажу својим ћеркама. Међутим, њихове ћерке ће одмах тестирати њихову наклоност.                                                                                     |                    |                                       |                  |                  |                   |
| 2 | 2                  | Подвале Маје и Јање                   | Слободан Шуљагић | Небојша Ромчевић | 13. фебруар 2005. |
| Мића и Вера деле имовину. Мића креће да тренира. Маја покушава да положи испит уз помоћ деколтеа. Јања се неспретно удвара момку из школе.                                                                                              |                    |                                       |                  |                  |                   |
| 3 | 3                  | Екскурзија                            | Слободан Шуљагић | Небојша Ромчевић | 20. фебруар 2005. |
| Јања је на излету са својим новим дечком што брине Мићу. Он у међувремену одлучује да офарба косу. Јовановић почиње да се удвара Вери. Маја и Маца облаче исту хаљину на аудицији.                                                      |                    |                                       |                  |                  |                   |
| 4 | 4                  | Прикривање Маје                       | Слободан Шуљагић | Небојша Ромчевић | 27. фебруар 2005. |
| Маца се претвара да је Маја како би Маја отишла на модну ревију, што омогућава Јањи да пита Мацу за савете о сексу. Мића проналази Мајине кондоме. Јовановић одлучује да нађе девојку.                                                  |                    |                                       |                  |                  |                   |
| 5 | 5                  | Професор Хаџикатић                    | Слободан Шуљагић | Небојша Ромчевић | 6. март 2005.     |
| Веру посећује стари професор са факултета који ће покушати да смува било шта у сукњи. Мића се пребронзира у соларијуму. Јовановић се представља као Верин супруг. Маца покушава да заведе ожењеног мушкарца претварајући се да је Маја. |                    |                                       |                  |                  |                   |
| 6 | 6                  | Акварелисти фигуралисти и портретисти | Слободан Шуљагић | Небојша Ромчевић | 13. март 2005.    |
| Инспирисана од стране свог претенциозног новог дечка, Маја креће да се бави сликањем. У међувремену, Мића одлази на фенси забаву. Неко је пребио Јањиног дечка. Вера одлази да лудо проведе викенд са својом пријатељицом Кићом.        |                    |                                       |                  |                  |                   |
| 7 | 7                  | Јањина представа                      | Слободан Шуљагић | Небојша Ромчевић | 20. март 2005.    |
| Вера, Мића и Маја морају да се претварају да су савршена породица, како их Јања не би лоше представила у комаду који пише за школску приредбу. У међувремену, Маји се удвара мистериозни удварач. Јовановић прелази у „агресивну фазу”. |                    |                                       |                  |                  |                   |
| 8 | 8                  | Мацини родитељи                       | Слободан Шуљагић | Небојша Ромчевић | 27. март 2005.    |
| Мају и Јању је толико одушевио Мацин отац, да Вера и Мића крећу да се надмећу са њим. Јовановића нервира гласан сексуални живот његових комшија. Вера има катастрофално гостовање на телевизији.                                        |                    |                                       |                  |                  |                   |
| 9 | 9                  | Римски војсковођа                     | Слободан Шуљагић | Небојша Ромчевић | 3. април 2005.    |
| Вера постаје опседнута видео-игрицом. Мића добија тајни задатак од свог шефа. Јања покушава да вара на тесту уз помоћ Маје и Маце. Јовановић сања о свом сину који му даје савет око клађења.                                           |                    |                                       |                  |                  |                   |
| 10 | 10                 | Вера и Панта                          | Слободан Шуљагић | Небојша Ромчевић | 10. април 2005.   |
| Мића је оптужен за проневеру, а Јовановић му је једина нада. Вера пада на мистериозног купца. Маја и Јања развијају горко супарништво око чоколаде.                                                                                     |                    |                                       |                  |                  |                   |
| 11 | 11                 | Јојоба и билоба                       | Слободан Шуљагић | Небојша Ромчевић | 17. април 2005.   |
| Док Маје нема, Јања и Маца завитлавају људе преко телефона. Мића добија новог удварача. Вера организује презентацију усисивача. |                    |                                       |                  |                  |                   |
| 12 | 12                 | Спот                                  | Слободан Шуљагић | Небојша Ромчевић | 24. април 2005.   |
| Вера и Мића приређују вечеру својим измишљеним новим удварачима. Маја и Маца уцењују Мациног оца да им плати музички спот. |                    |                                       |                  |                  |                   |
| 13 | 13                 | Казна                                 | Слободан Шуљагић | Небојша Ромчевић | 1. мај 2005.      |
| Након што их Вера и Мића казне, Маја и Јања улазе у психолошки рат са њима. Јовановићев син одлучује да дође у посету. |                    |                                       |                  |                  |                   |
| 14 | 14                 | Маја се сели                          | Слободан Шуљагић | Небојша Ромчевић | 8. мај 2005.      |
| Након што се Маја усели код свог новог дечка, Вера и Мића пребацују сву пажњу на Јању. У међувремену, Мића постаје гладан моћи након што је унапређен у заменика директора.                                                             |                    |                                       |                  |                  |                   |
| 15 | 15                 | Алекса                                | Слободан Шуљагић | Небојша Ромчевић | 15. мај 2005.     |
| Маца је сумњичава у вези Мајиног новог дечка који делује пресавршено. Вера и Мића крећу да се баве вајарством. Јања почиње да мисли о губљењу невиности.                                                                                |                    |                                       |                  |                  |                   |
| 16 | 16                 | Јања у револуцији                     | Слободан Шуљагић | Небојша Ромчевић | 22. мај 2005.     |
| Јовановић одлучује да мотивише своје комшије да више имају секс. Јања у школи подиже побуну против директорке. Мића има хипохондричну епизоду. Маја одлучује да смрша.                                                                  |                    |                                       |                  |                  |                   |
| 17 | 17                 | Верин нови пацијент                   | Слободан Шуљагић | Небојша Ромчевић | 29. мај 2005.     |
| Вера губи главу око новог пацијента, што чини Мићу, Мају и Јању љубоморнима. Мића почиње да се коцка. |                    |                                       |                  |                  |                   |
| 18 | 18                 | Крај школске године                   | Слободан Шуљагић | Небојша Ромчевић | 5. јун 2005.      |
| Сви су заокупљени Јањиним оценама на крају школске године. Маца почиње да излази са сином Мићиног шефа. Јовановић налази девојку. |                    |                                       |                  |                  |                   |